# Surinam i olympiska sommarspelen 1984
Surinam deltog i de olympiska sommarspelen 1984 med en trupp bestående av fem deltagare, men ingen av landets deltagare erövrade någon medalj.

## Friidrott
Herrarnas 400 meter
- Siegfried Cruden
  - Heat — 50,07 (→ gick inte vidare)

Herrarnas 800 meter
- Siegfried Cruden

Herrarnas 1 500 meter
- Tito Rodrigues

## Judo
Herrarnas extra lättvikt
- Mohamed Madhar